# Желтогрудая муния
Желтогру́дая му́ния (лат. Lonchura nevermanni) — птица семейства вьюрковых ткачиков отряда воробьинообразных.

## Внешний вид
Длина тела до 11,5 см. У взрослого самца лоб, верх головы и её передняя часть бледного желтовато-коричневого цвета. Затылок и бока шеи серые, испещрены бледно-коричневыми штрихами. Подбородок и горло чёрные. Спина и кроющие крыла землисто-коричневого цвета. Нижняя часть спины коричневого цвета переходит в ржаво-коричневую поясницу и жёлтое надхвостье. Хвост короткий клиновидный тёмный с широкими жёлтыми краями внешних опахал. Низ тела красновато-коричневый. Клюв короткий толстый с голубовато-серым надклювьем и бледно-серым подклювьем. Ноги голубовато-серые. Взрослая самка очень похожа на самца, но отличается более тёмной коричневой окраской щёк и кроющих уха. Лоб и верх головы со светло-жёлтыми кончиками перьев, затылок — с коричневыми. Подбородок и горло тёмно-коричневые, а не чёрные, как у самца.
У молодой птицы верх головы, шеи и спина землисто-коричневого цвета, слегка светлее на пояснице и надхвостье. Низ тела жёлто-коричневый. В первый год жизни на подбородке и горле появляется чёрный цвет, но окончательный наряд головы формируется только на втором году жизни.

## Распространение
Обитает только на Новой Гвинее, в южной части острова в Ириане, в районе между островами Фредерика Хендрика и рекой Флай.

## Образ жизни
Населяют высокотравье в саваннах, тростниковые заросли на болотах и по берегам рек, рисовые поля и даже большие плавучие острова по озёрам; поднимается до высоты 1800 м над уровнем моря. Встречаются обычно парами, небольшими стайками, иногда вместе с другими видами. Очень молчаливы, постоянно слышна лишь позывка «дит-дит». Песня звучит в очень высоком регистре и не воспринимается человеческим слухом, поющего самца можно выделить лишь по особой позе и по поворотам головы из стороны в сторону. Кормятся на земле различными семенами, видимо, в небольших количествах поедают и насекомых.